# Bible (Michael Jackson)
Bible è un album scartato del cantante americano Michael Jackson in collaborazione con Eddie Cascio e James Porte, in origine una raccolta di canzoni intese per l'undicesimo album in studio del cantante, registrata nel 2007 ma eventualmente scartata e mai considerata. Alcune canzoni dalla raccolta originale vennero poi riutilizzate per l'album postumo Michael ma vennero a seguito rimosse.

## Contesto

### Antefatti
Michael Jackson fece conoscenza con la famiglia Cascio nel 1984, dopo aver incontrato il padre Dominic che decise di ospitarlo. La famiglia e il cantante divennero velocemente amici stretti, con Jackson che la visitava per Natale e spesso passava il tempo con loro, mentre la famiglia lo ha sempre supportato e protetto, e lo ha anche seguito durante il Dangerous World Tour. La famiglia aveva uno studio di registrazione rudimentale nella loro cantina con una piccola stanza per il cantante.
La famiglia Cascio era composta da due fratelli: Frank Cascio (nato nel 1980), che intraprese una carriera come uomo d'affari e nel 1999 divenne l'assistente personale del cantante per poi abbandonare il ruolo nel 2003 a causa di un litigio tra i due, nel 2011 pubblicò un libro chiamato My Friend Michael: An Ordinary Friendship with an Extraordinary Man; ed Eddie "Angelikson" Cascio (nato nel 1982), che divenne produttore musicale e, oltre a far apparire Michael in alcune sue canzoni originali (mai comunque pubblicate), lavorò ad alcuni progetti di Thriller 25, in particolare Wanna Be Startin' Somethin' 2008, nel 2010 comparve in un'intervista con Oprah Winfrey dove rivelò tutte queste informazioni.

### Registrazione e inclusione inMichael
Nel 2007 Michael Jackson si trasferì temporaneamente in New Jersey nella residenza dei Cascio, dove visse per qualche mese nella piccola stanza e nello studio rudimentale della cantina – stando al resoconto di Eddie Michael Jackson e lui iniziarono a scrivere delle tracce originalmente pensate per l'undicesimo album in studio di Michael previsto per il biennio 2007-2008, insieme a loro si unì James Porte, un ingegnere del suono che aveva lavorato con i Boyz II Men. Dalle sessioni in studio nacquero 12 nuove canzoni. Dopo la posticipazione dell'album previsto (che finì per essere anch'esso scartato), le registrazioni vennero inserito in un CD intitolato "Bible" ed archiviato.
Nel 2010 Cascio e Porte firmarono un contratto con Sony Music per includere tre canzoni dalla raccolta Bible nell'album postumo in arrivo Michael, e furono scelte Monster, Keep Your Head Up e Breaking News, in seguito completate da Teddy Riley, Tricky Stewart e 50 Cent. Le 9 tracce rimaste vennero ignorate a causa della loro bassa qualità.

### Controversie
Dopo il contratto sorsero le prime controversie: il team incaricato di completare le canzoni per l'album si accorse che la voce nelle tre canzoni non si avvicinava a quelle di Michael Jackson, e quindi doveva probabilmente trattarsi di un imitatore. Eddie Cascio difese le registrazioni spiegando che la voce diversa fosse data dalla modalità e dal luogo in cui furono registrate. Vennero segnalate però anche contraddizioni e incongruenze nel testo delle canzoni, mettendo anche in dubbio se effettivamente Michael avesse partecipato alle registrazioni della raccolta e sapesse delle canzoni. I sospetti vennero inizialmente puntati verso James Porte.
Con l'uscita dell'album Michael la controversia si accentuò e più persone (come la famiglia di Jackson e Quincy Jones) avvertirono di come non si trattasse per niente della voce di Michael. L'imitatore in questione era Jason Malachi, cantautore famoso proprio perché ha una voce estremamente simile a quella del cantante, Malachi ammetterà di essere stato contattato dalla Sony (e da Cascio prima) per registrare i tre singoli e spacciarli per la voce di Michael, ma dirà poi di essere stato vittima di hacking. L'Estate di Michael Jackson affermò di aver "esaminato" le tracce e aver confutato che fossero veritiere, ma nessuno li credette. Anche Frank Cascio difese le tracce sebbene il suo coinvolgimento nell'intero progetto sia rimasto ambiguo.
Nel 2016 Sony Music, Michael Jackson's Estate, Eddie Cascio e James Porte finirono in tribunale a seguito di una causa portata avanti dalla consumatrice Vera Serova per presunta defraudazione e costoro ammisero la falsità delle canzoni, che in una ristampa del 2022 vennero definitivamente rimosse dall'album postumo.
Quanto alle altre canzoni da Bible, nella primavera del 2013 furono trapelate online e pubblicate su vari siti pirata, dove divenne ancora più evidente la presenza di Malachi. Mentre per il CD contenente le registrazioni originali e le demo venne venduto all'asta da Cascio nel 2017 e il nuovo proprietario rifiutò di pubblicarle per intero.

## Tracce
1. Monster (Cascio, Porte)
2. Breaking News (Cascio, Porte)
3. Stay (Cascio, Porte)
4. Keep Your Head Up (Cascio, Porte)
5. All Right (Cascio, Porte)
6. Black Widow (Cascio, Porte)
7. Burn Tonight (Cascio, Porte)
8. All I Need (Cascio, Porte)
9. Water (Cascio, Porte)
10. Fall In Love (Cascio, Porte)
11. Ready 2 Win (Cascio, Porte)
12. Soldier Boy (Cascio, Porte)